# Río Santa Bárbara
Der Río Santa Bárbara ist der 50 km lange rechte Quellfluss des Río Paute in der Provinz Azuay im Süden von Ecuador.

## Flusslauf
Der Río Santa Bárbara hat seinen Ursprung in dem etwa 3400 m hoch gelegenen Bergsee Laguna Santa Bárbara in der Cordillera Real. Er fließt anfangs 10 km nach Westen und wendet sich im Anschluss nach Norden. Bei Flusskilometer 29 passiert er die Kleinstadt Sígsig. Fünf Kilometer oberhalb der Mündung befindet sich die Stadt Gualaceo. Der Río Santa Bárbara trifft auf den von Westen kommenden Río Cuenca, mit dem er sich zum Río Paute vereinigt. Das Einzugsgebiet umfasst 947 km².